# Автодорога Н 03
Автодорога Н-03 (Житомир — Черновцы) — автомобильная дорога национального значения на территории Украины. Проходит по территории Житомирской, Хмельницкой и Черновицкой областей.
Начинается в Житомире, проходит через Чуднов, Любар, Староконстантинов, Хмельницкий, Ярмолинцы, Дунаевцы, Каменец-Подольский, Хотин и заканчивается в городе Черновцы.

## Общие характеристики
Житомир — Черновцы — 336,1 км.
Объезд г. Дунаевцы — 2,7 км.
Объезд г. Староконстантинов — 11,2 км.
Итого — 350 км.